# Bedécs Sándor
Bedécs Sándor (Nagykőrös, 1929. március 26. – Budapest, 1981. június 10.) magyar belsőépítész, Ybl Miklós-díjas (1970), Munkácsy Mihály-díjas (1975), Érdemes művész (1979).

## Életpályája
Egyéves lengyelországi ösztöndíj után 1955-ben végzett az Iparművészeti Főiskolán. Mestere  Kaesz Gyula volt. A  Középülettervező Vállalatnál helyezkedett el és ott is dolgozott egészen a haláláig. Előbb Németh István műtermében főként magyar nemzeti kiállítások tervezésével foglalkozott (Milánó, Poznan, Varsó, Shanghai, Addisz-Abeba, Izmir). Később számos középület belső tereit tervezte meg. Egyedi bútorokat is tervezett és forgalmazott az Iparművészeti Vállalat útján. Az utolsó jelentős megbízása a Délpesti Kórház belsőépítészeti tervezése volt.

## Emlékezete
A farkasréti temetőben nyugszik. [36/1-1-119.] 

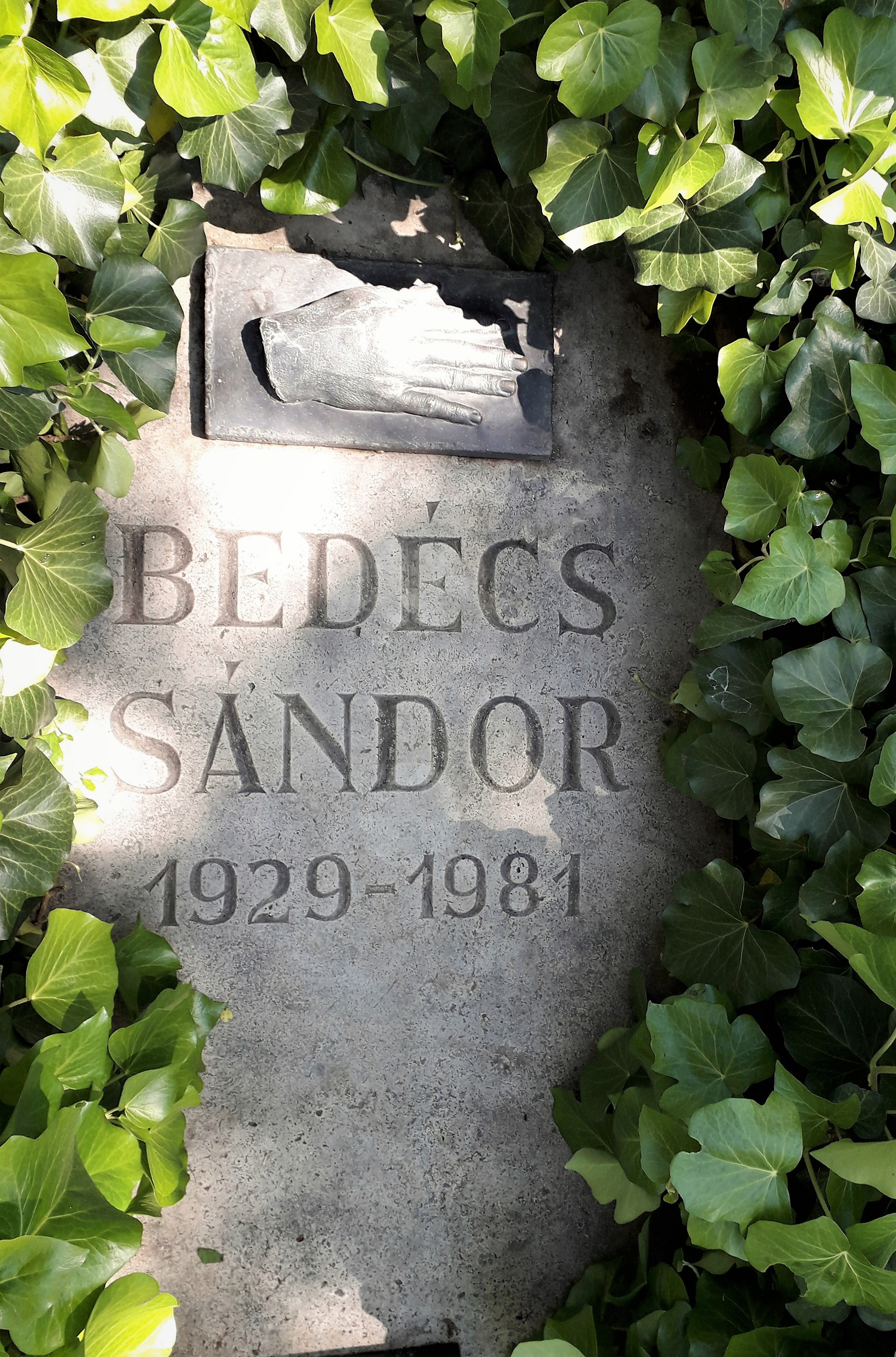
Bedécs Sándor belsőépítész síremléke

## Főbb művei
- Marina Szálló, Balatonfüred (1970)
- Olympia Szálló, Budapest (1972)
- Kórház, Kiskunhalas, (1971, Gábriel Frigyessel)
- Metalimpex irodaház, Budapest
- Konsumex irodaház, Budapest (1978).
- Magyar Filmlaboratórium , Budapest
- a Filmtudományi Intézet székháza, Budapest
- balatonszemesi minisztertanács üdülő reprezentatív terei és bútorai,
- az egykori MSZMP  veszprémi székháza,
- Délpesti Kórház,
- Az ő nevéhez fűződik a balatonfüredi „Kedves” cukrászda belsőépítészeti tervezése is.

## Csoportos kiállításai
Részt vett a Magyar Képző-és Iparművészek Szövetsége Belsőépítész Szakosztályának 1970-ben, 1974-ben és 1980-ban megrendezett kiállításain.

## Díjai, elismerései
- Ybl Miklós-díj (1970),
- Munkácsy Mihály-díj (1975),
- Érdemes művész (1979).